# Commonwealth (stacja metra)
Commonwealth – stacja naziemna Mass Rapid Transit (MRT) w Singapurze, która jest częścią East West Line. Położona jest w dzielnicy Queenstown.